# セミフ・カヤ
セミフ・カヤ（Semih Kaya, 1991年2月24日 - ）は、トルコ・ベルガマ出身の元サッカー選手。現役時代のポジションはDF。元トルコ代表。

## 経歴

### クラブ
2006年に当時15歳でガラタサライのユースアカデミーに入団。2007年からリザーブチームのガラタサライA2でプレイし、2009年4月19日のイスタンブールBBSK戦でトップチームデビュー。その後ガズィアンテプスポルとカルタルスポルへのレンタル移籍を経験。
2011年、ガラタサライへレンタルバックで復帰。ファティ・テリム監督の信頼を掴み、怪我がちなギョクハン・ザンに代わりレギュラーとして30試合に出場。ディフェンスリーダーとして2011-12シーズンのスュペル・リグ優勝に貢献し、スュペル・リグ年間最優秀若手選手賞を受賞した。2014年7月、2018年まで契約を更新した。
2017年7月14日、チェコのACスパルタ・プラハへ3年契約で完全移籍。
2019年1月21日、ガラタサライに半年間のレンタル移籍が発表された。
2022年2月3日、ガラタサライに復帰することが発表された。

### 代表
世代別代表に招集され、2012年2月29日のスロバキア戦でトルコ代表デビューを果たした。

## タイトル

### クラブ
ガラタサライ
- スュペル・リグ ： 2007-08, 2011-12, 2012-13, 2014-15, 2018-19
- テュルキエ・クパス ： 2013-14, 2014-15, 2015-16; 2018-19
- スュペル・クパ ： 2008, 2012, 2013, 2015, 2016

スパルタ・プラハ
- ポハール・チェスケー・ポシュスティ : 2019-20

### 個人
- スュペル・リグ年間最優秀若手選手賞 ： 2011-12